# Brightest Blue (album Ellie Goulding)
Brightest Blue – czwarty studyjny album brytyjskiej piosenkarki oraz tekściarki Ellie Goulding, który światową premierę zapowiedziano na 17 lipca 2020 nakładem wytwórni Polydor Records.

## Historia wydania
Brightest Blue jest najdłużej nagrywanym albumem w dyskografii artystki. W styczniu 2017 roku (dwa lata po wydaniu albumu Delirium Ellie zapowiedziała pracę nad nową muzyką. Już w kwietniu tego samego roku producent BloodPop pochwalił się w mediach społecznościowych fotografią, na której wraz z Goulding znajduje się w studiu nagraniowym (finalnie jego nazwisko nie widnieje w składnie producentów albumu). Tego samego miesiąca swoją premierę miała kolaboracja Ellie wraz z DJ-em Kygo pt. First Time. Następnego roku 24 października piosenkarka wydała singiel pt. Close to Me, w którym możemy usłyszeć Diplo oraz Swae Lee.
Na początku 2019 roku Ellie udzieliła wywiadu dla portalu The Guardian, w którym możemy się dowiedzieć o nowych utworach, które Goulding napisała z myślą o najnowszym wydawnictwie. Mowa tutaj o piosenkach "Love I’m Given", "Flux", który został wydany na singlu oraz "Electricity", ta ostatnia nie znalazła się na track liście albumu. W lipcu 2019 roku Goulding oświadczyła na potrzeby wywiadu dla portalu The Telegraph iż jej następnym materiałem, który zostanie wydany, będą piosenki „Woman I Am" i „Start”.
W wywiadzie dla Heart z marca 2020 roku Goulding ujawniła, że album „jakby składa się z dwóch części”, dodając, że gra w tym projekcie na gitarze, basie i fortepianie. W maju 2020 występując w programie The Late Late Show with James Corden wraz z akustyczną wersją singla Worry About Me, Ellie zdradziła, iż album składać się będzie z dwóch stron jej osobowości, mianowicie na jednej stronie znajdować się będą piosenki napisane przez nią zaś na drugiej jej twórczość na przełom
ie 2018 – 2020, którą nazwała swoim alter ego.

## Wydanie oraz promocja
27 maja 2020 roku Ellie za pośrednictwem swoich mediów społecznościowych opublikowała okładkę albumu z podpisem: "Brightest Blue. "Mój 4 album. 17 Lipca (K**wa nareszcie.)" Tego samego dnia na stronie internetowej artystki pojawiła się lista utworów oraz możliwość zamówienia płyty w różnych formatach, kasety magnetofonowej, CD, płyty vinyl. „Worry About Me” jest to pierwszy oficjalny singiel promujący wydawnictwo. Ellie wykonuje piosenkę wraz Blackbear. Premiera singla miała miejsce 13 marca 2020. Drugim oficjalnym singlem z Brightest Blue jest piosenka Power, która swoją premierę miała 21 maja 2020.
Album składa się z dwóch nośników, pierwszy "Brightest Blue" składa się z kompozycji nowych oraz napisanych przez samą Ellie, które odzwierciedlają samą ją, znajduje się na nich wcześniej wydany singiel Flux, zaś druga część albumu o nazwie EG.0 zawiera wydane wcześniej single takie jak "Close to Me, którą Ellie Goulding wykonuje wspólnie z Diplo oraz raperem Swae Leep, Hate Me w duecie z Juice Wrld, Worry About Me oraz dwa całkiem nowe utwory. Jednym z nich jest singiel Slow Grenade wykonywany wspólnie z amerykańskim muzykiem Lauv. Drugim zaś jest kompozycja Jamesa Wyatta, która została wykorzystana w reżyserskiej wersji teledysku do singla „Worry About Me”.
Dzień po premierze albumu, na kanale YouTube artystki pojawiły się występy promocyjne, które zostały nagrane na potrzeby porannego programu Good Morning America.
Ellie wykonała piosenki z najnowszego albumu takie jak – "Close To Me", "Woman" oraz najnowszy singiel Slow Grenade.
Nagrania w Polsce uzyskały certyfikat złotej płyty.

## Lista utworów
| Brightest Blue | Brightest Blue                  | Brightest Blue                                                                                      | Brightest Blue                                     | Brightest Blue |
| Nr             | Tytuł utworu                    | Autorzy                                                                                             | Produkcja                                          | Długość        |
| -------------- | ------------------------------- | --------------------------------------------------------------------------------------------------- | -------------------------------------------------- | -------------- |
| 1.             | „Start (feat. serpentwithfeet)” | Ellie Goulding, Joseph Kearns, Maxwell Cooke, Jonathan Josiah Wise                                  | Joseph Kearns, Maxwell Cooke, Jonathan Josiah Wise | 5:07           |
| 2.             | „Power”                         | Ellie Goulding, Jamie Scott, Jonathan Coffer, David Paich, Lucy Taylor, Nicholas Gale, Jack Tarrant | Jamie Scott, Jonathan Coffer                       | 3:11           |
| 3.             | „How Deep Is Too Deep”          | Ellie Goulding, Joseph Kearns, Finlay Dow-Smith                                                     | Joseph Kearns, Starsmith                           | 3:25           |
| 4.             | „Cyan”                          | Ellie Goulding, Joseph Kearns, Jim Eliot, Finlay Dow-Smith                                          | Joseph Kearns, Starsmith, Jim Eliot                | 0:57           |
| 5.             | „Love I'm Given”                | Ellie Goulding, Joseph Kearns, Jim Eliot                                                            | Joseph Kearns, Jim Eliot, Mike Wise                | 3:29           |
| 6.             | „New Heights”                   | Ellie Goulding, Patrick Wimberly, Joseph Kearns, Maxwell Cooke                                      | Patrick Wimberly, Joseph Kearns                    | 4:12           |
| 7.             | „Ode to Myself”                 | Ellie Goulding, Joseph Kearnsh                                                                      | Joseph Kearns                                      | 1:51           |
| 8.             | „Woman”                         | Ellie Goulding, Eli Teplin, Tobias Jesso Jr., Christopher Stacey                                    | Joseph Kearns, Starsmith, Eli Teplin               | 3:47           |
| 9.             | „Tides”                         | Ellie Goulding, Joseph Kearns, Finlay Dow-Smith                                                     | Starsmith                                          | 3:51           |
| 10.            | „Wine Drunk”                    | Ellie Goulding, Joseph Kearns                                                                       | Joseph Kearn                                       | 0:48           |
| 11.            | „Bleach”                        | Ellie Goulding, Joseph Kearns                                                                       | Ellie Goulding, Joseph Kearns, Patrick Wimberly    | 3:17           |
| 12.            | „Flux”                          | Ellie Goulding, Joseph Kearns, Jim Eliot                                                            | Joseph Kearns, Maxwell Cooke                       | 3:50           |
| 13.            | „Brightest Blue”                | Ellie Goulding, Joseph Kearns, Jim Eliot                                                            | Joseph Kearns, Jim Eliot                           | 4:49           |
|                |                                 | |                                                    | 42:34          |

| EG.0 | EG.0                                   | EG.0 | EG.0                                        | EG.0    |
| Nr   | Tytuł utworu                           | Autorzy | Produkcja                                   | Długość |
| ---- | -------------------------------------- | --- | ------------------------------------------- | ------- |
| 1.   | „Overture”                             | James Wyatt | James Wyatt, Joseph Kearns                  | 1:17    |
| 2.   | „Worry About Me (feat. Blackbear)”     | Ellie Goulding, Savan Kotecha, Ilya Salmanzadeh, Peter Svensson, Matthew Musto                                              | Ilya Salmanzadeh                            | 2:59    |
| 3.   | „Slow Grenade (feat. Lauv)”            | Ellie Goulding, Joseph Kearns, Ari Leff, Brett McLaughlin, Oscar Gorres                                                     | Joseph Kearns, OzGo                         | 3:37    |
| 4.   | „Close to Me (& Diplo feat. Swae Lee)” | Ellie Goulding, Thomas Wesley Pentz, Savan Kotecha, Ilya Salmanzadeh, Peter Svensson, Khalif Brown                          | Diplo, Ilya Salmanzadeh, Wll Grands, Alvaro | 3:02    |
| 5.   | „Hate Me (& Juice Wrld)”               | Ellie Goulding, Brittany Hazzard, Andrew Wotman, Stefan Johnson, Jordan Johnson, Marcus Lomax, Jason Evigan, Jarrad Higgins | Jason Evigan, Gian Stone                    | 3:06    |
|      |                                        | |                                             | 14:01   |

## Apple Music Film Edition
Za pośrednictwem platformy Apple Music dostępna jest również rozszerzona o singiel wydany w kwietniu wcześniejszego roku „Sixteen”.
Track lista jest dokładnie taka sama jak standardowa albumu lecz piosenka „Sixteen” została dodana na pozycji 6 dysku EG.0.
Również zawierająca film dokumentalny Ellie Goulding: Flipped (Apple Music Exclusive Film), w którym Goulding opowiada o inspiracjach podczas tworzenia materiału na album oraz teledyski do wszystkich singli, które zostały umieszczone na dysku w dniu premiery.

### EG.0 (Apple Music Edition)[39]
| #   | Tytuł                                                  | Kompozytorzy                                         | Producent                      | Czas |
| --- | ------------------------------------------------------ | ---------------------------------------------------- | ------------------------------ | ---- |
| 6.  | „Sixteen”                                              | Ellie Goulding, Joe Kearns, Rachel Keen, Fred Gibson | Mike Wise, FredIan Kirkpatrick | 3:21 |
| 7.  | „Ellie Goulding: Flipped (Apple Music Exclusive Film)" |                                                      |                                | 4:03 |
| 8.  | „Power" (teledysk)                                     |                                                      |                                | 3:17 |
| 9.  | „Flux" (teledysk)”                                     |                                                      |                                | 3:49 |
| 10. | „Worry About Me” (teledysk)                            |                                                      |                                | 3:00 |
| 11. | „Close to Me" (teledysk)                               |                                                      |                                | 3:02 |
| 12. | „Hate Me” (teledysk)                                   |                                                      |                                | 3:25 |
| 13. | „Sixteen” (teledysk)                                   |                                                      |                                | 3:20 |

## Wydanie
| Kraj  | Data          | Wytwórnia       | Format                                                 | Wersja   |
| ----- | ------------- | --------------- | ------------------------------------------------------ | -------- |
| Świat | 17 lipca 2020 | Polydor Records | CD, digital download, Box set, cassette, LP, streaming | Standard |